# بوک‌مودیوروشد
بوک‌مودیوروشد (به مجاری:  Bükkmogyorósd) یک شهرداری در مجارستان است که در ناحیه اوزد واقع شده‌است. بوک‌مودیوروشد ۹٫۹ کیلومتر مربع مساحت و ۱۶۸ نفر جمعیت دارد.